# Clea DuVall
Clea Helen D'Etienne DuVall (Los Angeles, Estados Unidos, 25 de setembro de 1977) é uma atriz estadunidense.
A atriz ao longo de sua carreira, participou de diversos filmes de terror e algumas pontas em séries, tem como trabalhos mais marcantes suas participações em séries como Heroes e Carnivale, no qual fez a cartomante Sofie. Em 2013, Clea venceu o SAG de Melhor Elenco, por Argo.

## Filmografia
- The Handmaid's Tale (série de televisão) ... Sylvia
- The Lizzie Borden Chronicles (2015) ... Emma Borden
- American Horror Story (2012) ... Wendy Peyser
- Argo (2012) ... Cora Lijek
- Conviction (2010) ... Brenda
- Passado de Horror (2008) ... Cassie
- Passageiros (2008) ... Shannon
- Zodíaco (2007) ... Linda Ferrin
- Heroes (2007)
- Ten Inch Hero (2006) ... Jen
- Duas Semanas (2006) ... Katrina
- Helter Skelter (2004) ... Linda Kasabian
- O Grito (2004) ... Jennifer Williams
- 21 Gramas (2003) ... Claudia
- Identidade (2003) ... Ginny
- Carnivale (2003) ... Sofie
- Fantasmas de Marte (2001) ... Bashira Kincaid
- Rebelde Até o Fim (2000) ... Mimi
- Garota, Interrompida (1999) ... Georgina Tuskin
- Enigma do Espaço (1999) ... Nan
- Ela é Demais (1999) ... Misty
- But I'm a Cheerleader (Nunca Fui Santa) (1999)... Graham
- Mal Posso Esperar (1998) ... Janaina Jacobina
- Prova Final (1998) ... Stokely 'Stokes' Mitchell